# Demetria Washington
Demetria Washington, ameriška atletinja, * 31. december 1979, Fayetteville, Severna Karolina, ZDA.
Ni nastopila na poletnih olimpijskih igrah. Na svetovnih prvenstvih je osvojila naslov prvakinje v štafeti 4x400 m leta 2003.